# Вікторс Щербатихс
Вікторс Шчербатихс  (латис. Viktors Ščerbatihs; нар. 6 жовтня 1974) — латвійський важкоатлет, олімпійський медаліст.

## Виступи на Олімпіадах
| Олімпіада    | Дисципліна         | Місце |
| ------------ | ------------------ | ----- |
| Атланта 1996 | важка категорія II | 10    |
| Сідней 2000  | надважка категорія | 6     |
| Афіни 2004   | надважка категорія | 2     |
| Пекін 2008   | надважка категорія | 3     |